# 자크 아탈리

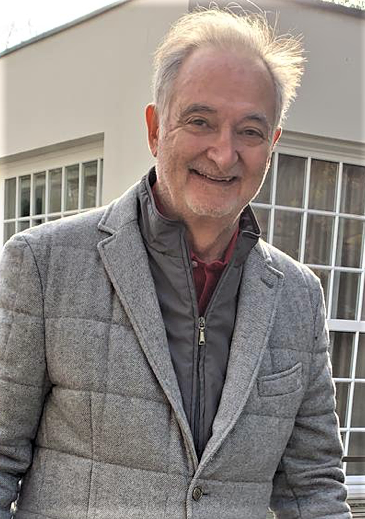

자크 아탈리(Jacques Attali, 1943년 11월 1일 ~ )는 프랑스의 경제학자로 프랑스 정부의 고위 공무원으로 일했다. 수필과 소설을 포함하여 55권 이상의 책을 쓴 저술가이기도 하다. 2016년부터 2019년까지 중앙일보에 기명 칼럼을 기고하였다.
1994년 설립한 컨설팅회사 '아탈리 & 아소시에'의 대표와 '플라넷 피낭스'라는 마이크로 파이낸스(무담보 소액대출) 전문 비정부기구(NGO) 대표를 맡고 있다.

## 초년
그는 유태계로 알제리에서 쌍둥이 형제 중의 하나로 태어났다. 그의 아버지 시몬 아탈리는 향수업으로 성공을 거두었고, 알제리 혁명이 일어나자 파리로 이주했다. 자크 아탈리는 프랑스 폴리 테크니크와 파리정치대학(시앙스포), 국립행정학교(ENA), 국립광산학교를 졸업했다.

## 성년기
그는 사회당 출신인 프랑수아 미테랑 대통령의 비서실장을 지냈으며, 1990년 '유럽부흥개발은행(EBRD)' 설립을 주도하여 1993년까지 초대 총재를 지내기도 했다. 2007년 집권한 우파 니콜라 사르코지 대통령 밑에서는 경제개혁양당위원회 위원장을 맡았다.

## 같이 보기
- 사회 혁신